# Fibla carpenteri
Fibla carpenteri là một loài côn trùng trong họ Inocelliidae thuộc bộ Raphidioptera. Loài này được Engel miêu tả năm 1998.